# Juryj Kawaljou
Juryj Uladsimirawitsch Kawaljou (belarussisch Юрый Уладзіміравіч Кавалёў; * 27. Januar 1993 in Bjalynitschy) ist ein belarussischer Fußballspieler.

## Karriere

### Verein
Kawaljou begann seine Karriere beim FK Schachzjor Salihorsk. Im Oktober 2011 stand er erstmals im Profikader Schachzjors. Im September 2012 gab er im Cup sein Profidebüt. Im April 2013 debütierte er gegen den FK Tarpeda-BelAS Schodsina dann auch in der Wyschejschaja Liha. In der Saison 2013 kam er insgesamt zu 20 Einsätzen. In der Saison 2014 absolvierte er 19 Partien im belarussischen Oberhaus. Im Mai 2015 erzielte der Flügelstürmer bei einem 3:1-Sieg gegen den FK Homel sein erstes Tor in der Wyschejschaja Liha. In der Saison 2015 kam er bis Saisonende zu 21 Einsätzen, in denen er zweimal traf. In der Spielzeit 2016 absolvierte er 29 Partien und traf viermal, 2017 spielte er 27 Mal und machte drei Tore. In der Saison 2018 absolvierte er alle 30 Saisonspiele und machte dabei fünf Tore. In der Saison 2019 kam er zu 27 Einsätzen und traf sechsmal.
Im Januar 2020 wechselte Kawaljou nach Russland zu Arsenal Tula. Bis zum Ende der Saison 2019/20 absolvierte er fünf Partien für Tula in der Premjer-Liga. In der Saison 2020/21 kam er zu elf Einsätzen. Zu Beginn der Saison 2021/22 spielte er dann nur noch für die drittklassige Reserve, woraufhin Kawaljou das Team im September 2021 verließ und sich dem Zweitligisten FK Orenburg anschloss. Für Orenburg kam er bis Saisonende zu 27 Einsätzen in der Perwenstwo FNL, mit dem Verein stieg er in die Premjer-Liga auf.
Im Oberhaus kam er in der Saison 2022/23 zu 20 Einsätzen, in der Saison 2023/24 absolvierte er bis zur Winterpause elf Partien. Im Februar 2024 schloss er sich dem Ligakonkurrenten Baltika Kaliningrad an.

### Nationalmannschaft
Kawaljou spielte zwischen 2010 und 2014 für belarussische Jugendnationalteams. Im Oktober 2017 stand er erstmals im Kader der A-Nationalmannschaft. Sein Debüt gab er im selben Monat in der WM-Qualifikation gegen Frankreich.